# إكزيما الأذن
إكزيما الأذن هو التهاب جلدي يصيب الأذن بما في ذلك حلز الأذن، وطية الأذن والقناة السمعية الخارجية، مع ملاحظة أن الموقع الأكثر تضررا هو القناة الخارجية، حيث غالبا ما يكون مظهرا من مظاهر التهاب الجلد الدهني أو التهاب الجلد التماسي التحسسي.